# ادوارد هایراپتیان
ادوارد گریگوری هایراپتیان (ارمنی: Էդուարդ Գրիգորի Հայրապետյան؛ انگلیسی: Eduard Hayrapetyan)؛ زاده ۵ سپتامبر ۱۹۴۹) یک آهنگساز اهل ارمنستان است. وی از سال میلادی تاکنون مشغول فعالیت بوده‌است.

## زندگی‌نامه
وی در ۵ سپتامبر ۱۹۴۹ در ایروان به دنیا آمد و در بین سال‌های ۱۹۶۸ تا ۱۹۷۳ میلادی در کنسرواتوار دولتی کومیتاس ایروان تحت نظر گریگور یغیازاریان آموزش موسیقی دید. وی در سال ۱۹۷۶ به اتحادیه آهنگسازان ارمنستان پیوست. وی همچنین برندهٔ جوایزی همچون جایزه چهره هنری افتخاری جمهوری ارمنستان، آرام خاچاتوریان (۱۹۹۳) از وزارت فرهنگ جمهوری ارمنستان و اتحادیه آهنگسازان ارمنستان، جایزه واهان تکیان از اتحادیه فرهنگی تکیان (۲۰۰۸) و مدال طلای وزارت فرهنگ جمهوری ارمنستان (۲۰۰۹) شده‌است.

## نگارخانه

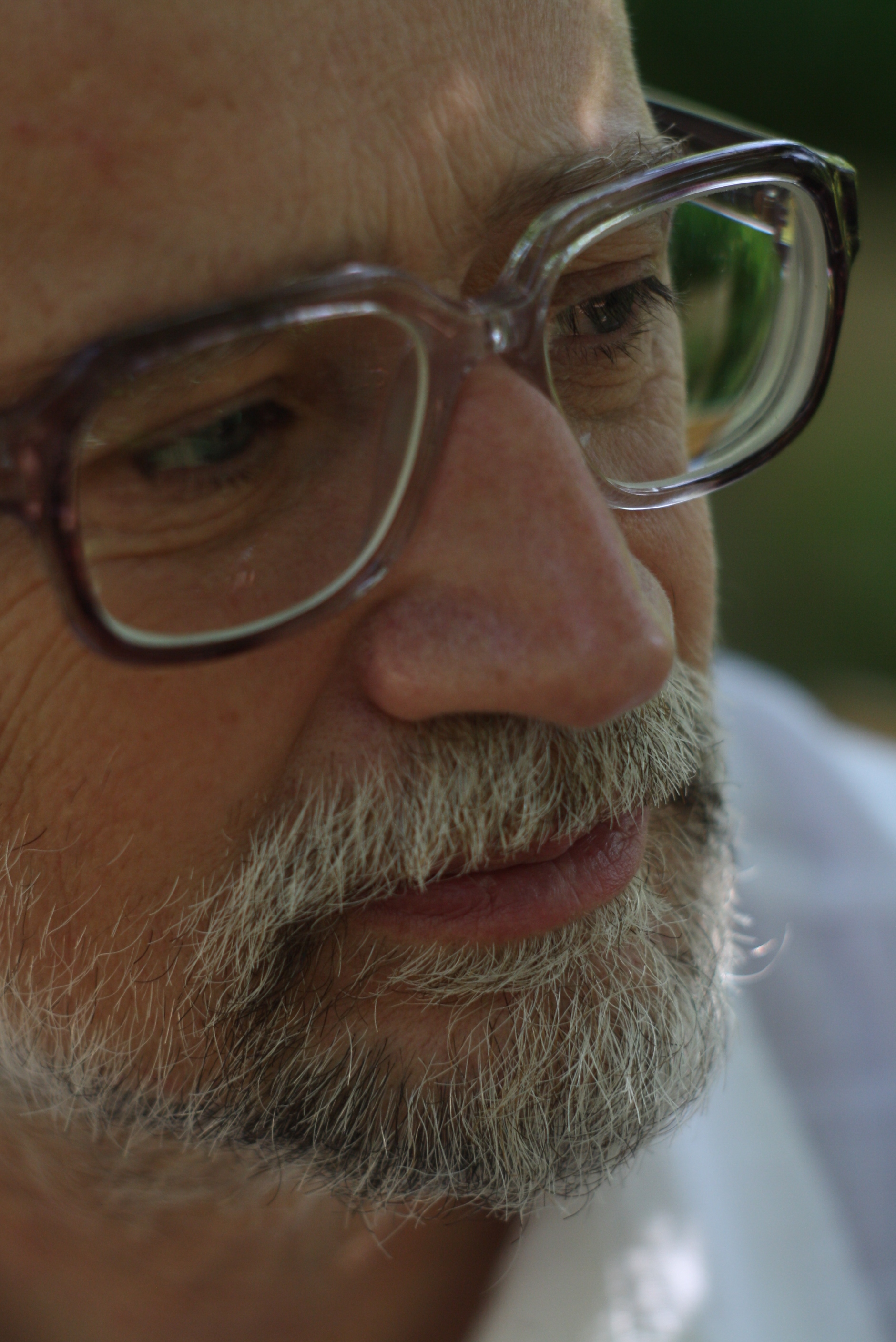